# Pitcairnia beycalema
Pitcairnia beycalema är en gräsväxtart som beskrevs av Johann Georg Beer. Pitcairnia beycalema ingår i släktet Pitcairnia och familjen Bromeliaceae. Inga underarter finns listade i Catalogue of Life.